# Rhodoscirpus
Rhodoscirpus é um género monotípico de plantas com flores pertencentes à família Cyperaceae. A única espécie é Rhodoscirpus asper. Foi reclassificada a partir de Scirpus asper.
A sua distribuição nativa vai do Peru à Argentina.